# Aphoebantus carbonarius
Aphoebantus carbonarius is een vliegensoort uit de familie van de wolzwevers (Bombyliidae). De wetenschappelijke naam van de soort is voor het eerst geldig gepubliceerd in 1887 door Carl Robert Osten-Sacken.